# Polittico della Madonna con Bambino in trono e santi
Il polittico della Madonna con Bambino in trono e santi è una scultura lignea dorata realizzata da Antonio Tironi tra il 1592 e il 1597 per la chiesa di Santa Maria Maggiore di Dierico frazione di Paularo.

## Storia
Antonio Tironi era nato a Bergamo da Simone de Ieronimis e giovanissimo era andato a vivere a Venezia prima e poi a Udine per imparare l'arte dell'intarsio nella bottega di Bartolomeo da San Vito, dove poté realizzare il suo primo lavoro di doratura nel 1502. Aprì poi una propria bottega iniziando a eseguire lavori su commissione per le chiese del territorio friulano.
Il polittico fu realizzato in legno dorato, come pala dell'altare maggiore della chiesa di Santa Maria Assunta, fu sicuramente un'opera matura dell'artista, presenta infatti caratteristiche rinascimentali di libera ispirazione, senza i vincoli ristretti del gotico lombardo. Nato a Bergamo poteva godere dell'esperienza vissuta in terra bergamasca con le opere di artisti usciti dalla bottega di Pietro Bussolo. Il polittico è da considerarsi la sua opera migliore e anche la meglio conservata..

## Descrizione
Il polittico è posto sull'altare maggiore della chiesa. Si sviluppa su tre livelli ciascuno composto da cinque statue lignee dorate collocate nelle rispettive nicchie ad arco a tutto sesto, di cui quella centrale di maggiori dimensioni. Ad ogni statua l'artista ha dato una propria interpretazione plastica così da produrre per ognuna uno spazio proprio, dando la sensazione di essere poste in uno spazio di maggiori dimensioni.
Al primo livello centrale la statua di Santa Maria con Bambino in trono, soggetto a cui è intitolata la chiesa. La Madonna è rappresentata leggermente protesa in avanti, provocando un leggero movimento anche della veste, nell'atto di trattenere il Bambino che pare voler sfuggire dalle sue braccia. La scena ha caratteristiche molto plastiche. Alla sua destra san Giovanni Battista e san Leonardo, alla sinistra san Pietro e san Michele.
Al secondo livello centrale l'immagine di san Giorgio che uccide il drago - simbolicamente il diavolo - alla destra i santi Floriano e Urbano mentre alla sua sinistra san Vito e san Rocco (potrebbe essere identificato in san Maurizio). L'ultimo livello, il terzo, presenta nella nicchia centrale l'immagine di Cristo Redentore, accanto a lui, a mezzo busto quattro sante: Apollonia, Caterina,  Barbara e Lucia.
I tre livelli sono contenuti in una cornice lignea ben strutturata divisa da lesene e trabeazioni intagliate a motivi floreali.